# Bruce Musakanya
Bruce Musakanya (Luanshya, 1994. február 23. –) zambiai válogatott labdarúgó, jelenleg a Kansanshi Dynamos játékosa.